# Place Cambronne
Pour les articles homonymes, voir Cambronne.
La place Cambronne est une place du 15e arrondissement de Paris.

## Situation et accès

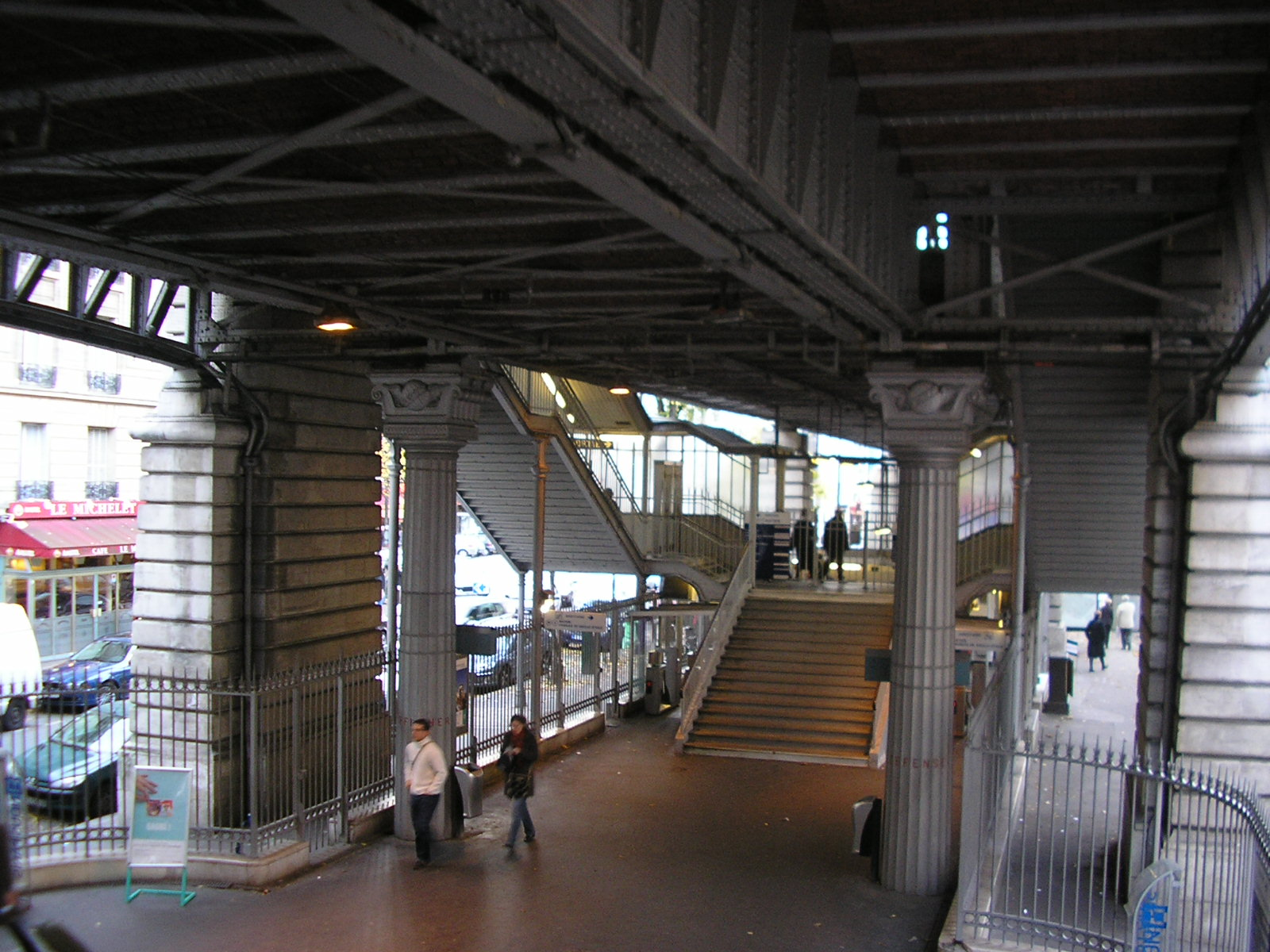
La place Cambronne vue depuis la station de métro, en 2006.

La place Cambronne est située au 168, boulevard de Grenelle et au 2, boulevard Garibaldi, au débouché de rues Cambronne, de la Croix-Nivert et Frémicourt. Le square Cambronne se situe en face, après la station de métro de la ligne 6.
Ce site est desservi par la station de métro Cambronne.

## Origine du nom

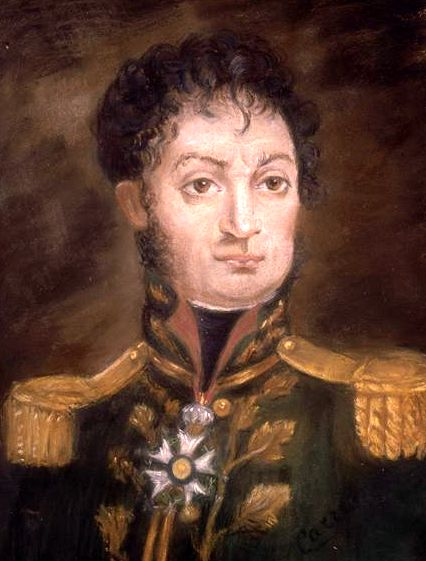
Pierre Cambronne.

Elle tient son nom de son voisinage avec la rue Cambronne qui porte le nom du général du Premier Empire Pierre Cambronne (1770-1842).

## Historique

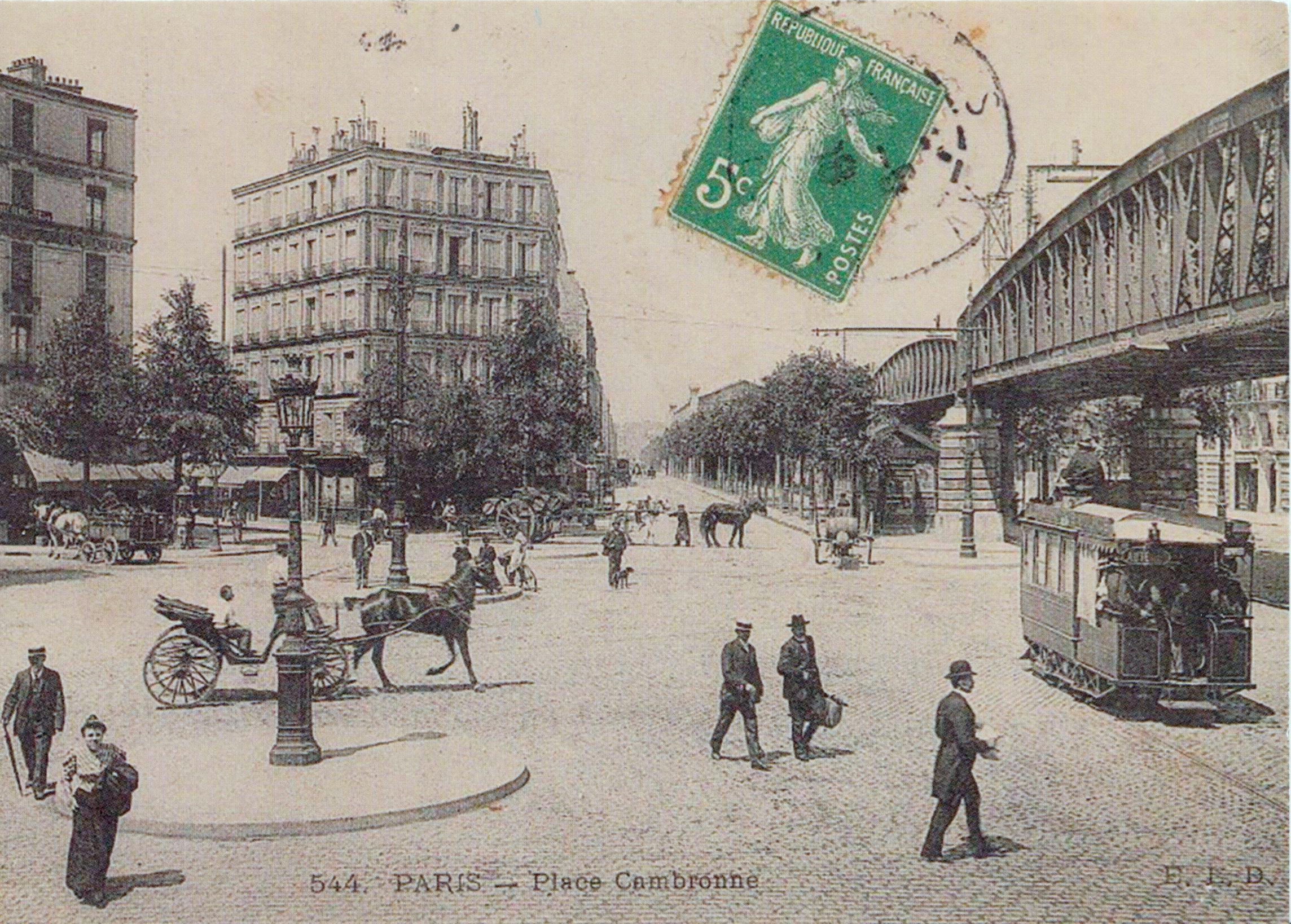
La place Cambronne vers 1905 sur un carte postale ancienne.

La place est aménagée devant la barrière de l'École-Militaire sur le mur des Fermiers généraux (située à l'emplacement des actuels squares Garibaldi et Cambronne).
Située sur la commune de Vaugirard, puis à la limite entre cette commune et celle de Grenelle après la création de cette commune en 1830, elle est dénommée « place de l'École-Militaire ».
Après le rattachement de ces deux communes à Paris par la loi du 16 juin 1859, la voie est officiellement rattachée à la voirie parisienne par un décret du 23 mai 1863, faisant suite à une délibération du Conseil municipal de Paris du 6 février de la même année.
La voie est renommée « place Cambronne » par décret du 24 août 1864.

## Bâtiments remarquables et lieux de mémoire
- Angle no 3 place Cambronne, no 2 rue Cambronne : « immeuble plat »[5].
- La chanson de Joe Dassin "La Complainte de l'heure de pointe" évoque ainsi les embouteillages dans ce quartier: « A Cambronne on a des mots » (elle fait des commentaires du même genre pour d'autres lieux de Paris).

## Cinéma
La place Cambronne sert de décors pour le film Au p'tit zouave réalisé par Gilles Grangier en 1950.